# Cabera borealis
Cabera borealis là một loài bướm đêm trong họ Geometridae.